# Mała Syrenka (posąg)
Mała Syrenka (duń. Den Lille Havfrue) – posąg dłuta Edvarda Eriksena, przedstawiający postać z baśni Mała Syrenka autorstwa Hansa Christiana Andersena (będącą pół kobietą, pół rybą), znajdujący się w porcie w Kopenhadze.

## Historia posągu

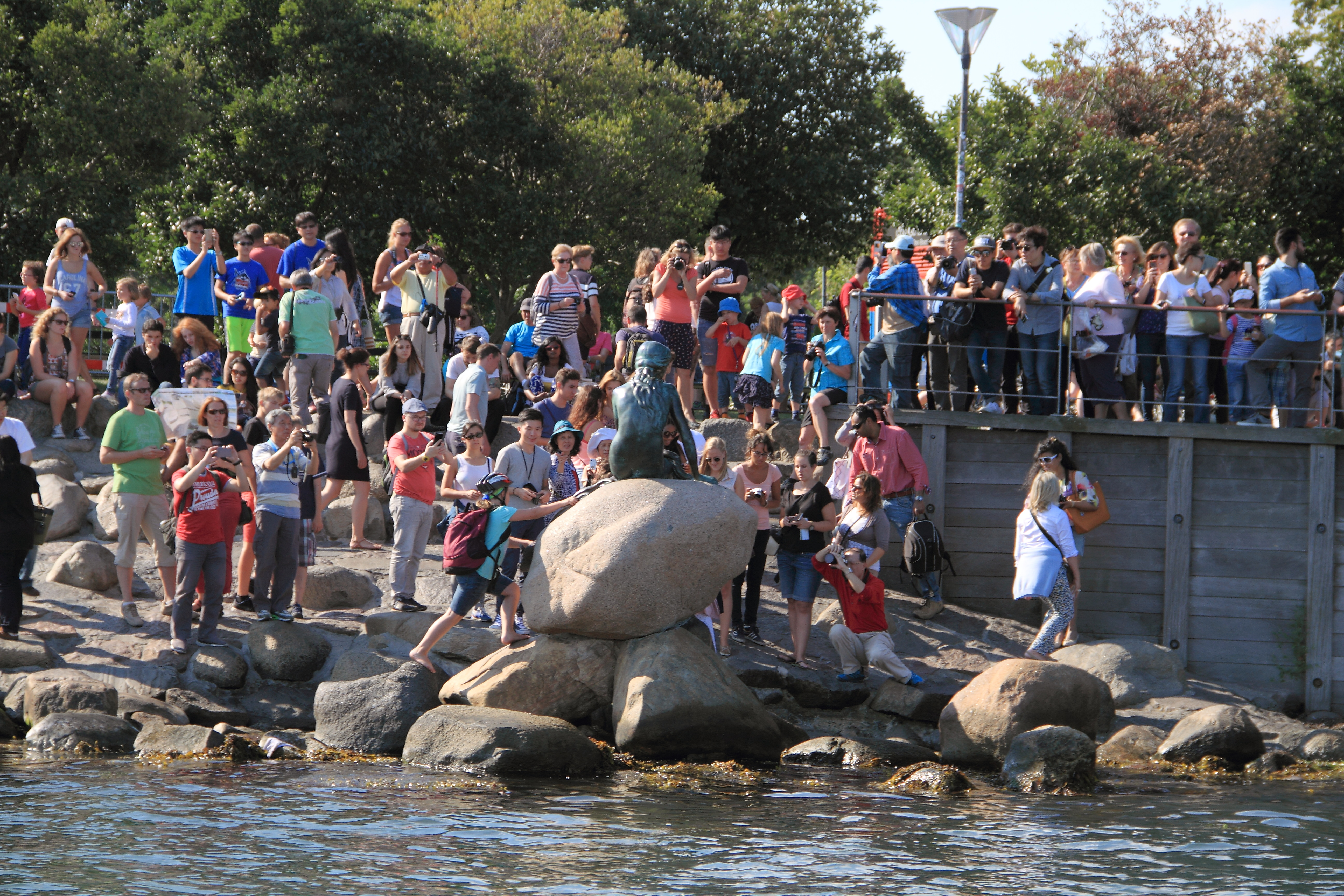
Posąg Syrenki to symbol i wielka atrakcja turystyczna Kopenhagi

Rzeźba została zamówiona i ufundowana w 1909 roku przez syna założyciela browaru Carlsberg – Carla Jacobsena, którego zafascynowała historia przedstawiona w balecie Mała Syrenka do muzyki Fini Henriquesa, wystawionym w Teatrze Królewskim w Kopenhadze.
Zainteresowała go zwłaszcza odtwórczyni głównej roli w tym balecie – duńska tancerka i aktorka Ellen Price. Poprosił ją o to, aby pozowała do pomnika poświęconego Małej Syrence. Balerina wstępnie zgodziła się na tę propozycję, ale odmówiła pozowania do niego nago, gdy dowiedziała się, że będzie on postawiony w miejscu publicznym.
Pomnik wykonał duński rzeźbiarz Edvard Eriksen. Ma on głowę wzorowaną na głowie Price, a modelką dla jej ciała była żona rzeźbiarza Eline Eriksen.
Pomnik został odlany w brązie, mierzy 1,25 m wysokości i waży około 175 kg. Został odsłonięty 23 sierpnia 1913 roku na promenadzie nabrzeża Langeline w Kopenhadze.

## Symbol Kopenhagi
Mała Syrenka jest jednym z najbardziej znanych symboli Kopenhagi oraz znaną na całym świecie atrakcją turystyczną, czego dowodem może być fakt, że w wielu miastach powstały kopie posągu.
Jednocześnie jednak prestiżowy przewodnik podróżniczy „UCityGuides” umieścił tę samą Syrenkę na pierwszym miejscu najbardziej przecenianych atrakcji turystycznych na świecie.

## Posągi Małej Syrenki na świecie (m.in.)
- Greenville w USA (stan Michigan)
- Kimballton w USA (stan Iowa)
- Osace w Japonii
- Piatra Neamt w Rumunii
- Solvang w USA (stan Kalifornia)[7]

## Wandalizmy
Kopenhaska Mała Syrenka wielokrotnie padała ofiarą wandalizmu:
| 1 września 1961  | Posąg pomalowano na czerwono i ubrano w biustonosz. |
| 28 kwietnia 1963 | Pomalowano posąg na czerwono |
| 24 kwietnia 1964 | Odcięcie głowy Syrence przez grupę artystów nawiązujących do ruchu sytuacjonistów. Głowy nigdy nie odnaleziono i musiano ją odtworzyć. Początkowo podejrzewano o popełnienie tego czynu Jorgena Nasha. W 1997 roku wyznał, że to on odciął głowę i wrzucił ją do jednego z kopenhaskich stawów. |
| 15 lipca 1973    | Pomalowano pomnik farbą. |
| 22 lipca 1984    | Dwóch pijanych ludzi odcięło Syrence ramię. W 2 dni później je zwrócono. |
| 1986             | Na głowę Syrenki nałożono krowi łeb. |
| 5 sierpnia 1990  | Próbowano odciąć głowę posągu, ale uczyniono tylko 18 cm nacięcie. |
| 6 stycznia 1998  | Syrenka ponownie straciła głowę, która jednak w sposób anonimowy została zwrócona i 4 lutego przywrócona. |
| 11 września 2003 | Za pomocą materiału wybuchowego dokonano strącenia posągu z cokołu. |
| 16 grudnia 2004  | Syrenkę szczelnie okryto burką i owinięto szarfą z napisem „Turcja w UE?” Był to protest przeciw podjętej w Parlamencie Europejskim decyzji o rozpoczęciu z Turcją negocjacji w sprawie przyjęcia tego kraju do Unii.                                                                           |
| 2006             | Pomnik oblano zieloną farbą. |
| marzec 2007      | Pomnik oblano czerwoną farbą – protest przeciwko zamknięciu Domu Młodych (duń. Ungdomshuset) w Kopenhadze |

## Galeria

2010
2011
2013
2015
2016
2017
Głowa Syrenki